# راشيل فيلد
راشيل فيلد (بالإنجليزية: Rachel Field)‏‏ (19 سبتمبر 1894 في نيويورك - 15 مارس 1942 في لوس أنجلس) شاعرة، وكاتِبة، وروائية، وكاتبة للأطفال من الولايات المتحدة.

## الجوائز
- جائزة الكتاب الوطني  [لغات أخرى]‏

## روابط خارجية
- راشيل فيلد على موقع IMDb (الإنجليزية)
- راشيل فيلد على موقع الموسوعة البريطانية (الإنجليزية)
- راشيل فيلد على موقع ميوزك برينز (الإنجليزية)
- راشيل فيلد على موقع أول موفي (الإنجليزية)
- راشيل فيلد على موقع قاعدة بيانات الأفلام السويدية (السويدية)
- راشيل فيلد على موقع إن إن دي بي (الإنجليزية)
- راشيل فيلد على موقع قاعدة بيانات الفيلم (الإنجليزية)
- راشيل فيلد على موقع كينوبويسك (الروسية)